# Флаг Индонезии
Флаг Индонезии (индон. Sang Saka Merah-Putih («Священный красно-белый») или Bendera Merah-Putih («Красно-белый флаг»), также просто называемый Merah-Putih («Красно-белый»)) — полотнище, состоящее из двух равновеликих горизонтальных полос: красной сверху и белой снизу в пропорции 2:3. Цвета флага взяты от цветов королевства Маджапахит, достигшего своего расцвета в XIV веке. После Второй мировой войны страна провозгласила независимость 17 августа 1945 и утвердила красно-белый флаг государственным. Дизайн флага с тех пор остался прежним. Когда Индонезия утвердила этот флаг как государственный, произошел конфликт с Монако из-за схожести флагов (см. Флаг Монако), однако протест был отклонён из-за того, что флаг Индонезии по происхождению более древний, чем флаг Монако.
Гюйс Индонезии используется Военно-морскими силами Индонезии на всех используемых военных кораблях. Гюйс состоит из 9 белых и красных горизонтальных полос. Из-за полос называется Ular-ular Perang («боевые змеи»). Гюйс также восходит к времени королевства Маджапахит. Королевство Маджапахит, которое было морской державой, использовало похожие флаги на своих судах.

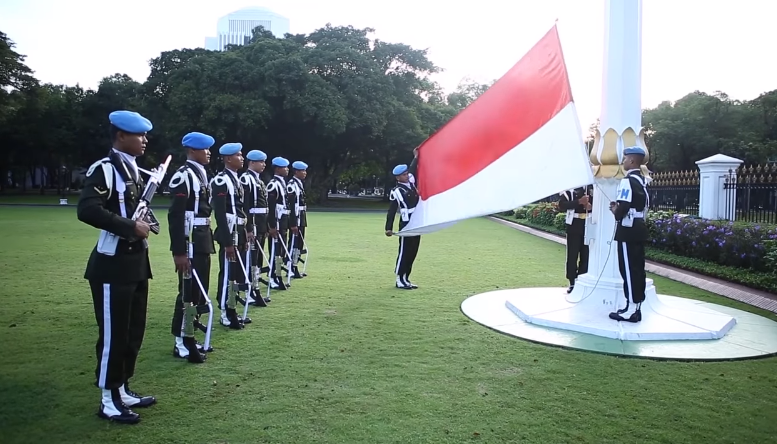

## Название
Официальное название флага в соответствии с 35-й статьёй Конституции Республики Индонезия — Sang Merah-Putih. Флаг обычно называют Bendera Merah-Putih («Красно-белый флаг»). Иногда его также называют Sang Dwiwarna (биколор).
Еще одно название, Sang Saka Merah-Putih («Священный бело-красный»), восходит к историческому флагу, называемому Bendera Pusaka («Флаг-реликвия») и его репродукции. Bendera Pusaka — флаг, который был поднят перед домом Сукарно в тот день, когда он провозгласил независимость Индонезии. Оригинал флага Bendera Pusaka был сшит супругой Сукарно Фатмавати и поднимался каждый день перед президентским дворцом во время дня независимости. Он был поднят в последний раз 17 августа 1968 года. С тех пор этот флаг был заменён репродукцией из-за того, что флаг, сшитый Фатмавати, был слишком хрупким для использования.

## Похожие флаги

Флаг Монако
Флаг Сингапура
Флаг Польши
Флаг Богемии
Флаг Верхней Австрии
Флаг Беларуси (1918, 1991–1995),
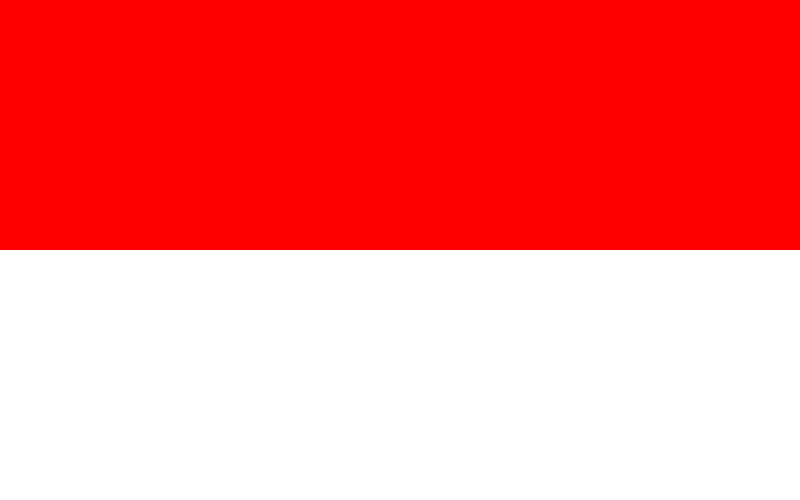
Флаг Галиции и Лодомерии (1890-1918 гг.)